# دوست من، گرگ
«دوست من، گرگ» (انگلیسی: My Pal Wolf) یک فیلم درام به کارگردانی آلفرد ال. ورکر بر اساس فیلمنامه ای از لی‌لی هیوارد، لئونارد پرسکینس، و جان پاکستون است که بر پایهٔ داستانی از فردریک هازلیت برنان در سال ۱۹۴۴ منتشر شد. این فیلم که توسط آر.ک.ئو تهیه و توزیع شده بود، در ۸ اکتبر ۱۹۴۴ پخش شد. در این فیلم شرین موفت (در اولین فیلمش)، جیل ازموند، جرج کلیولند، چارلز آرنت، اونا اوکانر، و کلر کارلتون بازی می‌کنند.